# 溝足獸屬
溝足獸屬（學名：Brithopus）又譯巨形獸，是已滅絕合弓綱的一屬，屬於獸孔目的恐頭獸亞目。化石發現於俄羅斯的彼爾姆州與巴什科爾托斯坦，地質年代為二疊紀中期。
溝足獸是在1938年被命名，通常被歸類於安蒂歐獸類，這是一群大型肉食性恐頭獸類動物。溝足獸本身是溝足獸科的模式屬，而溝足獸科曾包含許多安蒂歐獸類。由於溝足獸的化石破碎，缺乏足以鑑定的特徵，因此溝足獸目前常被認為是疑名，或是溝足獸科的唯一屬。溝足獸可能是貘頭獸科的近親，而離安蒂歐獸類較遠；貘頭獸科是一群草食性恐頭獸類。溝足獸是種大型動物，身長可達2.5到3公尺。

## 恐龍獸
恐龍獸（Dinosaurus）意為「恐怖的蜥蜴」。在1845年，Johann Fischer von Waldheim將牠們的化石歸類於棍齒獸的一個種（Rhopalodon murchisoni）。在1847年，von Waldheim將牠們建立為獨立屬，恐龍獸（D. murchisoni）。由於恐龍獸的化石破碎，目前的狀態為疑名。恐龍獸的化石，其實是溝足獸的一個標本。
早在1856年，Ludwig Rütimeyer曾命名一種原蜥腳下目恐龍，名為Dinosaurus gresslyi，生存於三疊紀晚期。當Rütimeyer發現已有一個獸孔目優先使用這個名稱，他將其改名為Gresslyosaurus ingens，目前是板龍的一個次異名